# 箕輪城
箕輪城是日本的一座城堡。所在地位於群馬縣高崎市箕郷町東明屋・西明屋。日本國內指定史跡。日本100名城之一。